# Звенковичи
Звенковичи — деревня в Завеличенской волости Псковского района Псковской области России.

## География
Расположена в 8 км к северо-западу от города Пскова, на реке Каменка.

## Население
| 2001 | 2002 | 2010 | 2014 |
| ---- | ---- | ---- | ---- |
| 34   | ↘25  | ↘14  | ↗27  |

Численность населения деревни составляла по оценке на конец 2000 года 34 жителя, по переписи 2010 года — 26 жителей.

## Галерея

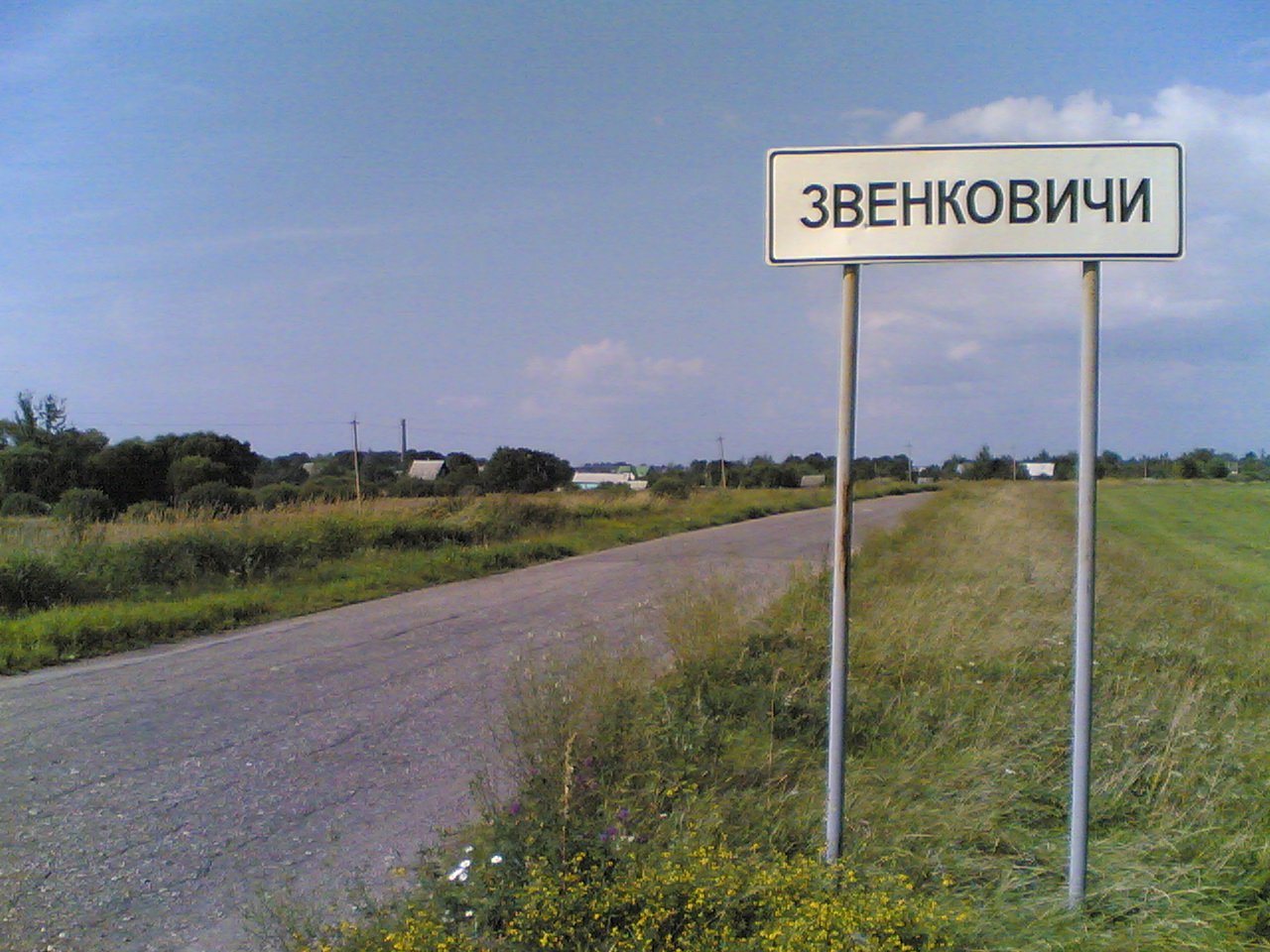
Вид с юга на д. Звенковичи со стороны д. Наволок